# Josef Mühlmann (konstnär)
Josef Mühlmann, född 24 februari 1805 i Tyrolen, död den 3 november 1865, var en österrikisk målare.
Mühlmann, som var en av sin tids erkänt mer framstående freskomålare, kom till München under den lysande ludvigska konstperioden och blev där lärjunge till Cornelius. De flesta av hans verk finns i kyrkor, kloster och kapell i hans hemland. Mühlmann var även en framstående målare i olja.